# Dysodiopsis
Dysodiopsis là một chi thực vật có hoa trong họ Cúc (Asteraceae).

## Loài
Chi Dysodiopsis gồm các loài: